# Sony Open in Hawaii 2006
Het Sony Open in Hawaii is een golftoernooi dat onderdeel uitmaakt van de Amerikaanse PGA Tour. Het toernooi vond in 2006 plaats van 9 januari tot en met 15 januari op de Waialae Country Club in Honolulu in Hawaï. Een ronde van 18 holes op de Waialae Country Club heeft een par van 70 slagen.

## Verslag
Na de eerste dag was de leiding in handen van Rory Sabbatini. Na vijf birdies op de laatste zeven holes noteerde de Zuid-Afrikaan 65 slagen op zijn scorekaart. Op de eerste negen holes kwam Sabbatini uit op 34 slagen (1 onder par), waarna hij zijn score op de laatste negen holes aanzienlijk wist te verbeteren tot 5 onder par. Hij had wel het geluk een van de vroege starters te zijn, de latere starters hadden na verloop van tijd last van de aanwakkerende wind. Michelle Wie, het 16-jarige vrouwelijke golftalent uit Hawaï had als missie om als eerste vrouw in 61 jaar tijd de cut op een PGA-toernooi te halen na Babe Zaharias in 1945. Wie faalde echter jammerlijk en kon met een score van 79 slagen haar missie van zich afschuiven.
De tweede dag was Sabbatini wat minder op dreef en moest hij zijn leidende positie afstaan. De leiding werd overgenomen door de Amerikanen Chad Campbell en Jim Furyk, die beiden 67 slagen voor de dag nodig hadden en in de totaalstand op 6 onder par kwamen te staan. Michelle Wie zag haar missie om de cut te halen mislukken. Met een goede score van 68 slagen op de tweede dag presenteerde ze zich een stuk beter, maar had ze vier slagen te veel nodig om de cut te halen. De gehele tweede dag stond er een stevige wind, waarvan vrijwel iedere golfer wel last had.
Met een baanrecord van 61 slagen werd David Toms de leider in het klassement na de derde dag. Hij deelt deze leiding nog wel met Chad Campbell die de dag ervoor de leiding greep. Jim Furyk had een mindere dag en moest de twee laten gaan. In perfecte weersomstandigheden leverde Toms een foutloze ronde af met negen birdies. Hij liep zijn ronde samen met Campbell, die zich aan zijn concurrent kon optrekken, maar niet kon weerhouden dat hij langszij zou komen. Beiden stonden na de derde ronde zeven slagen voor op de concurrentie.
Op de vierde en laatste dag wist David Toms zijn vorm van de dag daarvoor te behouden en weg te lopen van zijn nog enige overgebleven concurrent Chad Campbell. Drie maanden voor deze overwinning onderging de toen 39-jarige Amerikaan nog een hartoperatie. In de slotronde was hij iets minder op dreef dan de dag ervoor, maar was een ronde van 65 slagen meer dan genoeg om Campbell die er 70 slagen overdeed achter zich te laten. Campbell werd zelfs nog achterhaald door Rory Sabbatini, die na de eerste dag nog aan de leiding ging.

## Ranglijst
| rang | golfer          | land             | 1  | 2  | 3  | 4  | totaal |
| ---- | --------------- | ---------------- | -- | -- | -- | -- | ------ |
| 1    | David Toms      | Verenigde Staten | 66 | 69 | 61 | 65 | 261    |
| 2    | Chad Campbell   | Verenigde Staten | 67 | 67 | 62 | 70 | 266    |
| -    | Rory Sabbatini  | Zuid-Afrika      | 65 | 72 | 67 | 62 | 266    |
| 4    | Bubba Watson    | Verenigde Staten | 67 | 70 | 66 | 65 | 268    |
| 5    | Nathan Green    | Australië        | 70 | 70 | 65 | 64 | 269    |
| 6    | Vijay Singh     | Fiji             | 71 | 69 | 65 | 66 | 271    |
| 7    | Stuart Appleby  | Australië        | 70 | 66 | 69 | 67 | 272    |
| -    | Jim Furyk       | Verenigde Staten | 67 | 67 | 70 | 68 | 272    |
| -    | Charles Warren  | Verenigde Staten | 66 | 74 | 64 | 68 | 272    |
| 10   | Carl Pettersson | Zweden           | 71 | 68 | 68 | 66 | 273    |
| -    | Stewart Cink    | Verenigde Staten | 71 | 69 | 66 | 67 | 273    |
| -    | John Holmes     | Verenigde Staten | 70 | 66 | 69 | 68 | 273    |
| 13   | Jerry Kelly     | Verenigde Staten | 68 | 69 | 69 | 68 | 274    |
| -    | K.J. Choi       | Zuid-Korea       | 66 | 71 | 68 | 69 | 274    |
| -    | Shane Bertsch   | Verenigde Staten | 70 | 70 | 63 | 71 | 274    |
| 16   | Tom Byrum       | Verenigde Staten | 68 | 71 | 68 | 68 | 275    |
| -    | Jerry Smith     | Verenigde Staten | 69 | 67 | 69 | 70 | 275    |